# Pałac w Zagrobli
Pałac w Zagrobli – wybudowany w pierwszej połowie XIX w. przez Marcina Wincentego Krosnowskiego w Zagrobeli.
We wsi od XV do XIX w. znajdował się majątek ziemski w posiadaniu rodziny Krosnowskich.

## Zamek
Wybudowany z drewna usytuowany przy przeprawie przez rzekę Seret. W XVIII wieku przebudowany na murowany.

## Pałac
Piętrowy pałac od frontu posiadał kolumnadę jońską przedzieloną na piętrze balkonem, do której prowadziły schody. Po Krosnowskich należał do rodziny Czarkowskich-Golejewskich, zaś po zakończeniu I wojny światowej ich przedstawiciel Wiktor Czarkowski-Golejewski przekazał pałac na rzecz szkoły rolniczej. Przy obiekcie znajdował się park krajobrazowy o powierzchni 60 ha.

## Urodzeni
- Kajetan Czarkowski-Golejewski[3] – ur. w Zagrobeli, polski ziemianin, pilot, major dypl. kawalerii PSZ, pracownik Wolnej Europy[4]